# Santarém (Brazylia)
Santarém – miasto w północnej Brazylii, w stanie Pará, port nad Amazonką, przy ujściu rzeki Tapajós. Około 306,4 tys. mieszkańców.
W mieście rozwinął się przemysł drzewny oraz spożywczy.